# Corona de Recesvinto
La corona de Recesvinto es una obra de orfebrería visigoda del siglo VII mandada realizar por el rey Recesvinto. Es una corona votiva que fue confeccionada por el taller de la Corte de Toledo. En su realización se empleó oro, granates, zafiros y perlas. Forma parte del llamado tesoro de Guarrazar descubierto en 1858 en la localidad española de Guadamur. Se encuentra expuesta en el Museo Arqueológico Nacional.

## Coronas votivas
Se conoce como corona votiva a una ofrenda de carácter permanente que se donaba a las iglesias para honrar a Dios. Generalmente consistían en cercos de metal precioso con incrustaciones de pedrería que después de haber servido para la coronación de un rey, o sin proceder de esta, se ofrecía por reyes y nobles para ser suspendidas sobre el altar durante la liturgia. Contenían generalmente una inscripción con el nombre del oferente, del centro de la corona solía pender una cruz.

## Descripción
La estructura básica está formada por dos placas semicirculares articuladas mediante el empleo de charnelas. El interior es liso, mientras que el exterior está decorado con pequeñas hojas y granates (la mayoría perdidos).  Sobre la diadema se dispone una red de zafiros y perlas. La corona pende de 4 cadenas formadas por pequeños eslabones con forma de hoja de peral que se reúnen en una doble azucena sobre la que se sitúa un pequeño capitel realizado en cristal  de  roca. De la parte central de la azucena parte una cadena en cuyo extremo inferior se encuentra una cruz adornada con 7 perlas y 6 zafiros. De la parte inferior de la diadema cuelgan letras que forman la dedicación real.  Las letras en sí mismas son una magnífica obra de orfebrería en la que se combina el color blanco de las perlas, el azul de los zafiros, el rojo de los granates y el oro.

## Epigrafía

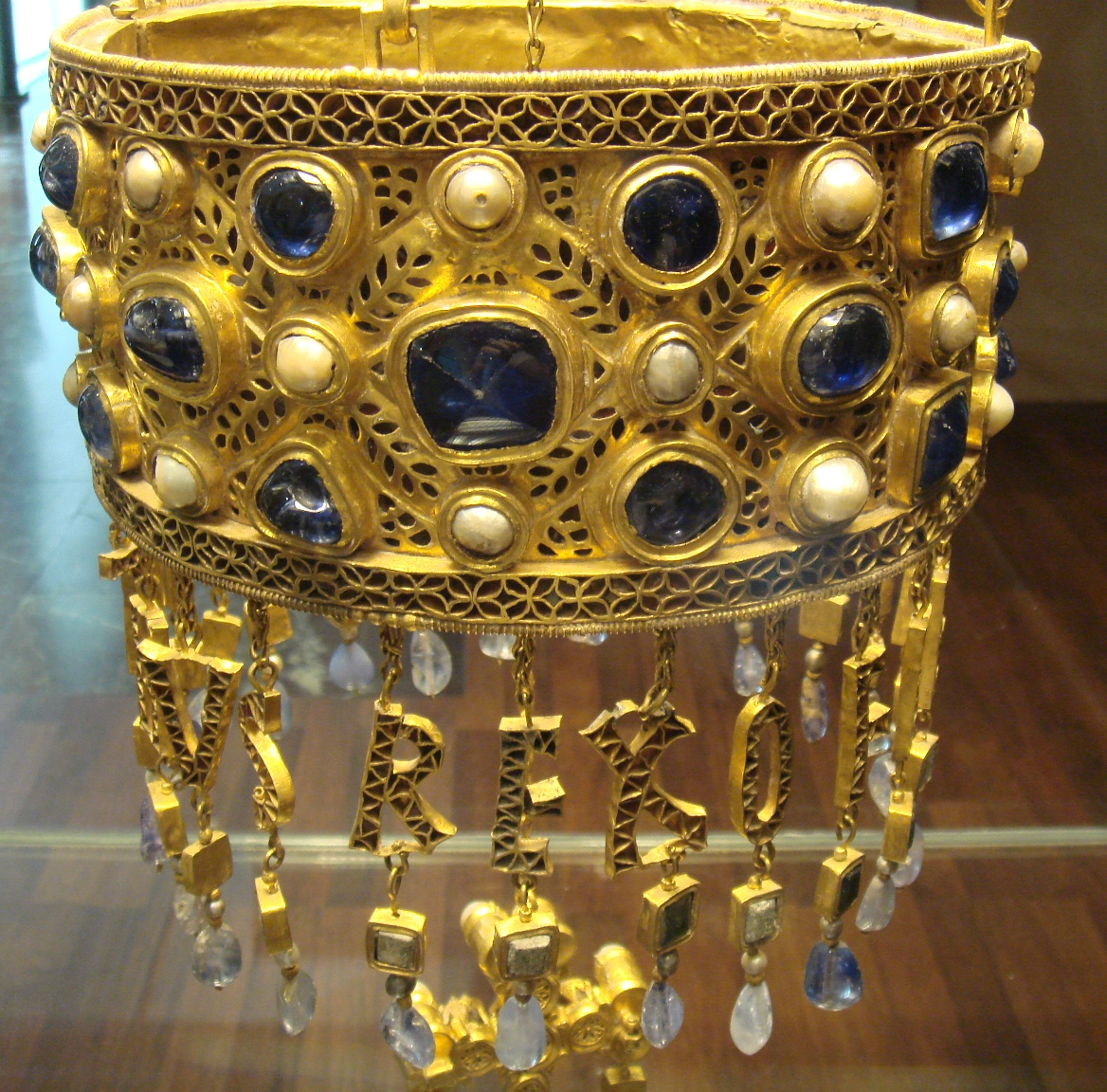
Detalle de la corona en la que se puede apreciar la inscripción

Del borde inferior de la corona cuelgan 23 pequeñas cadenillas, cada una de ellas enganchada a una letra, excepto la primera de la que pende una cruz .En letras colgantes, Latín:  +[R]ECCESVINTHVS REX OFFERET  (El rey Recesvinto la ofreció).  Actualmente falta la letra (R) que se encuentra en el Museo de Cluny. La frase expresa el  nombre del donante (Recesvinto),  su título (rey) y el acto  de  ofrendar. De la porción inferior de cada letra pende un colgante formado por una celdilla cuadrada realizada con vidrio artificial, perla, oro y zafiro perforado. Este tipo de letra colgante llegó a la España visigoda procedente del imperio bizantino donde se realizaban ofrendas de coronas regias de características parecidas. 

## Dimensiones
- Altura máxima: 80 cm
- Diadema.
  - Altura: 10 cm
  - Diámetro: 20,60 cm
  - Grosor: 0,90 cm